# Вадозеро (озеро, бассейн Нивы)
Вадо́зеро — озеро на территории Кандалакшского района Мурманской области в юго-западной части Кольского полуострова. Высота над уровнем моря — 160,7 м.

## Расположение
Озеро расположено в 25 километрах к юго-западу от Полярных Зорей в сильно заболоченной холмистой местности, окружённое лесистыми сопками высотой от 200 до 316 метров (гора Сабер у северного окончания Вадгубы). Относится к бассейну Белого моря, связывается с ним через реку Пасму, впадающую в 7,5 километрах к северо-востоку в Бабинскую Имандру. С юго-запада в Вадозеро впадает река Летняя, ряд безымянных ручьёв стекает в озеро с окрестных сопок, кроме того, несколько небольших проток связывают Вадозеро с окрестными озёрами: с озером Малое Емежозеро (в 2 километрах к юго-востоку), с озером Акулинишно (в 2,1 километрах к югу), с озером Длинное (в 600 метрах к северу). Питание озера в основном дождевое и снеговое. Относится к водосбору реки Нива.

## Описание
Озеро имеет неровную вытянутую с северо-запада на юго-восток форму и состоит из двух частей: самого Вадозера — длиной 7 километров и шириной до 4 километров, и узкого длинного залива Вадгуба в западной части Вадозера, почти полностью отделённого от основного озера. Вадгуба имеет 10,5 километра в длину и от 2 километров в южной широкой части до 100—700 метров в центральной и северной частях. Расстояние между северным и южным берегом в точке слияния Водозера и Вадгубы — всего около 200 метров. Общая площадь озера — 28,7 км², 23-е по площади озеро Кольского полуострова.
Населённых пунктов на озере нет, только несколько рыбацких изб. Ближайшие населённые пункты: Полярные Зори в 23 километрах к северо-востоку, Кандалакша в 20,5 километрах к юго-востоку и Риколатва в 17,5 километрах к северо-западу.
По правилам рыболовства от 18 июня 2007 года, лов рыбы в Вадозере разрешён сетями длиной до 50 метров на одного рыболова с ячейкой не менее 36 мм по платным именным разовым разрешениям.

## История
Этимология названия озера связана предположительно с холмистой местностью, в которой оно находится, и происходит от йоканьгского vatt — «холм».
Вадозеро упоминается в очерке Всеволода Васильевича Никольского «Быт и промыслы населения западного побережья Белого моря», составленного им по итогам экспедиции 1927 года, как озеро, представляющее промысловую ценность, богатое речной и озёрной рыбой, в первую очередь — сёмгой.